# 데이비드 보디아

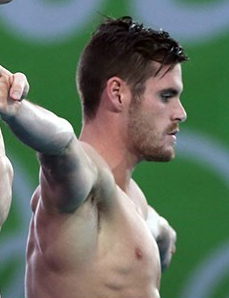

데이비드 보디아(David Boudia, 1989년 4월 24일 ~ )는 미국의 다이빙 선수이다.
데이비드 보디아는 텍사스주 애빌린에서 태어났다. 보디아의 부모는 짐과 셰일라 보디아이다. 그는 2007년에 노블스빌 고등학교를 졸업했고 퍼듀 대학교에 다녔다. 그는 인디애나주 웨스트라파엣에 거주하고 있다.
그는 2000년에 다이빙을 시작했으며 2005년부터 미국 다이빙 국가 대표팀의 일원으로 일했다.
보디아와 핀첨은 2009년 세계 선수권 대회에서 은메달을 땄고, 2007년 세계 선수권 대회에서 동메달을 땄다. 그의 이전 싱크로 파트너는 닉 매크로리였다. 그들은 2012년 올림픽에서 동메달을 땄다.
보디아와 그의 파트너 닉 매크로리는 2012년 하계 올림픽 싱크로나이즈드 10m 플랫폼에서 총 463.47점으로 동메달을 땄다.
보디아는 10m 플랫폼 준결승에서 3위를 해서 결승에 진출했다. 보디아는 세계 챔피언 치우보와 유력한 우승 후보자 톰 데일리를 제치고 568.65점을 얻었다. 그는 2012년 하계 올림픽 10m 플랫폼에서 금메달을 땄다.